# Blachownia
Blachownia là một thị trấn thuộc huyện Częstochowski, tỉnh Śląskie ở nam Ba Lan. Thị trấn có diện tích 36 km². Đến ngày 1 tháng 1 năm 2011, dân số của thị trấn là 9865 người và mật độ 269 người/km².